# 이가라시 고조

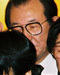

이가라시 고조(일본어: 五十嵐 広三, いがらし こうぞう, 1926년 3월 15일 ~ 2013년 5월 7일)는 일본의 정치인이다. 그는 일본 사회당 소속 중의원 의원, 호소카와 내각의 건설대신, 무라야마 내각의 내각관방장관을 역임하였다.

## 생애
일본 홋카이도의 아사히카와시 출신으로, 1963년 일본사회당에서 아사히카와 시장에 출마해 당선돼, 당시 일본 최연소 기초자치단체장이 되었다. 아사히카와 시장 사직 후인 1975년, 1979년 두 차례에 걸쳐 홋카이도 지사 선거에 출마했으나, 두 번 모두 낙선하였다.
1980년 제36회 일본 중의원 의원 총선거에서 일본사회당 소속으로 출마해 첫 당선(구 홋카이도 2구) 되었고, 이후 통산 다섯 번 당선되었다. 1991년 당시 일본 사회당 위원장 다나베 마코토(田邊誠)를 수반으로 하는 사회당 그림자 내각(社会党シャドーキャビネット)에서 자치대신에 임명되었고, 야마하나 사다오(山花 貞夫)가 사회당 위원장이 된 후에도 유임하였다.
1993년 호소카와 내각에서 건설대신이 되었으며, 1994년 무라야마 내각에서는 내각관방장관에 임명돼 사키가케 연립 정권을 지원하였다. 1996년 정계에서 은퇴했으며, 1997년 훈일등서보장(勲一等瑞宝章) 을 수상하였다.
2013년 폐렴으로 87세의 나이로 세상을 떠났다.

## 같이 보기
- 일본사회당
- 호소카와 내각
- 무라야마 내각
- 사할린 한민족
- 일본군 위안부